# Станційне (Баштанський район)
Станційне — село в Україні, у Новобузькій міській громаді Баштанського району Миколаївської області. Населення становить 1532 особи.
Село внесено до переліку населених пунктів, які потрібно перейменувати згідно із законом «Про засудження комуністичного та націонал-соціалістичного (нацистського) тоталітарних режимів в Україні та заборону пропаганди їхньої символіки».